# Apostolisches Exarchat Łemkowszczyzna
Das Apostolische Exarchat Łemkowszczyzna (lat.: Apostolicus Exarchatus Lemkovszczyznaensis), von 1934 bis 1941 Apostolische Administratur Łemkowszczyzna (auch Apostolische Administration des Lemkenlandes; polnisch Apostolska Administracja Łemkowszczyzna) war eine ukrainisch griechisch-katholische Diözese in Polen. Sie unterstand unmittelbar dem Papst (Exemtion) und hatte von 1934 bis 1941 den Status einer Apostolischen Administratur, anschließend den eines Apostolischen Exarchats. Der Sitz war nacheinander in Rymanów, Sanok, Krynica und zuletzt in Wróblik Szlachecki. Das Exarchat wurde 1947 von der Regierung der Volksrepublik Polen aufgelöst, die kirchenrechtliche Aufhebung erfolgte erst 1991.

## Geschichte

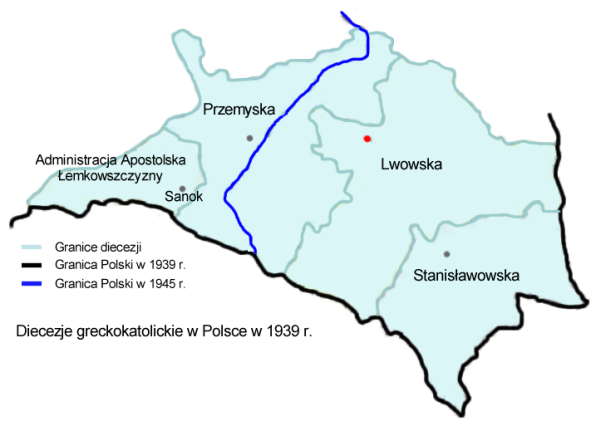
Karte des Apostolischen Exarchates Łemkowszczyzna in Abgrenzung zur griechisch-katholischen Metropolie Lemberg (1939)

Die Apostolische Administratur Łemkowszczyzna wurde am 10. Februar 1934 durch die Heilige Kongregation für die orientalische Kirche mit dem Dekret Ne quid filiis aus Gebietsabtretungen der ukrainisch griechisch-katholischen Eparchie Przemyśl errichtet. Hintergrund war die besondere Identität der Volksgruppe der Lemken, die sich mehrheitlich zur griechisch-katholischen Konfession bekannten. Der ukrainische griechisch-katholische Klerus betrachtete die Lemken als Ukrainer. Gegen diese Vereinnahmung gab es Widerstand von Lemken, die sich in erster Linie als Russinen sahen und sich nicht am ukrainischen, sondern am altrussischen Ritus orientierten. In den 1920er-Jahren konvertierten zahlreiche Lemkendörfer von der griechisch-katholischen zur russisch-orthodoxen Kirche. Um diese Entwicklung aufzuhalten, wurde eine eigene Apostolische Administratur für das Lemkenland errichtet, die der ukrainischen Hierarchie entzogen und unmittelbar Rom unterstellt wurde.
1937 wurde der Sitz des Apostolischen Administrators von Rymanów nach Sanok verlegt. Im September 1939 besetzte das Deutsche Reich das Gebiet der Diözese, das dem sogenannten Generalgouvernement zugeordnet wurde. Im Februar 1941 erfolgte die Erhebung der Administratur zum Apostolischen Exarchat. 1944 wurde der Sitz des Apostolischen Exarchen nach Krynica verlegt, 1945 nach Wróblik Szlachecki.
Der letzte Apostolische Exarch, Ołeksander Małynowśki, floh 1945 vor dem sowjetischen NKWD über die Tschechoslowakei nach Bayern. Die kommunistische Regierung der Volksrepublik Polen löste das Apostolische Exarchat 1947 auf, als sie die Lemken aus ihrem Siedlungsgebiet vertrieb und in andere Teile Polens deportierte. Die kirchenrechtliche Aufhebung des Apostolischen Exarchats erfolgte erst am 16. Januar 1991, das Gebiet wurde wieder der Diözese Przemyśl zugeordnet.
Im Jahre 1943 lebten im Gebiet des Apostolischen Exarchates Łemkowszczyzna 127.580 ukrainisch griechisch-katholische Gläubige. Das Apostolische Exarchat war in 129 Pfarreien unterteilt und hatte 128 Priester. 

## Ordinarien
Apostolische Administratoren
- 1934–1936: Wasyl Maściuch (1873–1936)
- 1937–1941: Jakiw Medweckij (1880–1941)

Apostolischer Exarch
- 1942–1945: Ołeksander Małynowśki (1889–1957)